# Cetonia funeraria
Cetonia funeraria är en skalbaggsart som beskrevs av Hippolyte Louis Gory och Achille Rémy Percheron 1833. Cetonia funeraria ingår i släktet Cetonia och familjen Cetoniidae. Inga underarter finns listade i Catalogue of Life.